# Sannex
Sannex è un gruppo musicale svedese formatosi nel 1974. È attualmente costituito dai musicisti Andreas Olsson, Simon Westerberg, Patrich Rundström e Peter Brodin.

## Storia del gruppo
I Sannex hanno piazzato tre dischi nella Sverigetopplistan, di cui due nella top ten (Tillbaka till framtiden e Jag vill leva). Din sida sängen (2016) è stato riconosciuto con un premio Grammis.
Hanno cercato di rappresentare la Svezia all'Eurovision Song Contest 2021, partecipando a Melodifestivalen con l'inedito All Inclusive.

## Formazione
Attuale
- Andreas Olsson – voce, chitarra
- Simon Westerberg – batteria
- Patrich Rundström – pianoforte
- Peter Brodin – basso

Ex componenti
- Micke Norsten – batteria

## Discografia

### Album in studio
- 1990 – Om du säger som det är
- 1993 – Kvällen är över
- 1993 – Vem slår ditt hjärta för
- 1994 – Kärlekens klockor
- 1997 – Mr Dee Jay
- 2001 – Din i natt
- 2003 – Angelina
- 2006 – Vem får följa med dig hem
- 2009 – Live på sta'n
- 2011 – Får jag lov
- 2012 – Tillbaka till framtiden
- 2014 – Jag vill leva
- 2015 – Vill ni ha en till
- 2016 – Din sida sängen
- 2018 – Crossroads

### Album dal vivo
- 2006 – Live 2005
- 2008 – Live
- 2020 – Sannex live 2020

### Raccolte
- 2024 – All Inclusive

### Singoli
- 2013 – Vi har sålt vår husvagn
- 2014 – Stanna tiden
- 2014 – Lugn efter en storm (con i Drifters)
- 2015 – Campingturné
- 2016 – Med fara för livet
- 2017 – Jag é stark
- 2017 – Du och jag mot världen
- 2017 – Slå mig hårt i ansiktet
- 2018 – Heartaches & Highways
- 2018 – Låtsas som att det regnar
- 2018 – Julen är här
- 2019 – Varför (feat. Hasse Carlsson)
- 2019 – Det är då gitarren kommer fram
- 2019 – Allt som jag önskat (Tjänstepension)
- 2020 – Vi är starka
- 2020 – En sommar i Sverige igen
- 2021 – All Inclusive
- 2021 – Vill du fira jul med mig?
- 2022 – Malung är en hit
- 2022 – Vi är Hollywood
- 2023 – Det flammar till (con J.O.X)
- 2023 – Nu är det sommar igen
- 2023 – Going Home (con Gottfrid e Fredrik Lundman)
- 2023 – A Heart Needs a Home
- 2024 – Whiskey Lullaby
- 2024 – Vi har nåt på gång